# 辛納·薩林姆
辛納·薩林姆（庫德語:هونه‌ر ساله‌م，1964年3月9日—）是一位出身自伊拉克庫德斯坦的電影導演，他十七歲時離開伊拉克前往義大利，並在當地完成大學學業；目前他住在法國從事電影工作。他在2005年的電影作品《公里歸零》成為首部獲選為坎城影展正式競賽片的伊拉克電影。

## 執導作品
- 1997年:Vive la mariée... et la libération du Kurdistan
- 2000年:Passeurs de rêves
- 2001年:Passeurs de rêves (電視作品)
- 2003年:《檸檬伏特加》(Vodka Lemon)
- 2005年:《公里歸零》(Kilomètre zéro)
- 2007年:《山谷》(Dol)
- 2007年:《巴黎屋頂之下》(Les Toits de Paris)
- 2011年:Si tu meurs, je te tue
- 2013年:《我的甜蜜辣椒國》(My Sweet Pepper Land)